# Anomala praematura
Anomala praematura är en skalbaggsart som beskrevs av Ohaus 1910. Anomala praematura ingår i släktet Anomala och familjen Rutelidae. Inga underarter finns listade i Catalogue of Life.